# Eufernaldia cadarellus
Eufernaldia cadarellus är en fjärilsart som beskrevs av Druce 1896. Eufernaldia cadarellus ingår i släktet Eufernaldia och familjen Crambidae. Inga underarter finns listade i Catalogue of Life.